# 담양 고씨
담양 고씨(潭陽高氏)는 한국의 성씨이다.

## 역사
제주 고씨(濟州 高氏)에서 직계 분적된 본관이며 시조는 고려 때 내시부직장동정(內侍府直長同正)를 지낸 고득수(高得壽)이다. 전라남도 담양군을 본관으로 삼는다.